# Gustavo Oscar Zanchetta
Gustavo Óscar Zanchetta (Rosario, 28 de febrero de 1964) es un prelado argentino de la Iglesia Católica que se desempeñó como obispo de Orán desde 2013 hasta 2017, cuando el papa Francisco le pidió la renuncia debido a su fracaso como líder de sus sacerdotes. Asignado a un puesto administrativo en la Curia romana, Zanchetta fue acusado en 2019 de abuso sexual contra dos seminaristas adultos mientras era obispo de Orán. Fue condenado en marzo de 2022 y sentenciado a cuatro años y medio bajo arresto domiciliario. No se ha anunciado el resultado de los procesos eclesiásticos en su contra.

## Biografía
Gustavo Óscar Zanchetta nació el 28 de febrero de 1964 en Rosario, en la provincia de Santa Fe. El 20 de diciembre de 1982, obtuvo su diploma de mecánico electricista en el Instituto Industrial de La Cumbre, en Córdoba. Luego se formó durante varios años con los capuchinos en Quilmes. Completó su primer año de estudios de filosofía en la Universidad Católica Argentina en 1984 y luego estudió en el Seminario Reina de los Apóstoles en Quilmes y en el Centro Filosófico y Teológico Santo Toribio de Mogrovejo, también en Quilmes. Fue ordenado sacerdote el 13 de diciembre de 1991 por el obispo Jorge Novak de Quilmes.
Fue vicario parroquial y luego párroco de San Francisco de Asís y administrador parroquial de Nuestra Señora del Puente en Berazategui; director del curso preparatorio del seminario; tesorero del Seminario Mayor; secretario del obispo emérito de Quilmes después de 2011; profesor en la Facultad de Ciencias Sagradas y en el Seminario de Quilmes; y consejero del Movimiento Familiar Cristiano. En 2000 obtuvo la licenciatura en teología fundamental en la Pontificia Universidad Gregoriana.
En 1993, se convirtió en secretario de la Comisión de Ministerios de la Conferencia Episcopal Argentina y para 2013 era subsecretario de la misma. Allí trabajó con el entonces cardenal Bergoglio, que dirigió la conferencia entre 2005 y 2011.
El 23 de julio de 2013, papa Francisco lo nombró obispo de Orán. Fue uno de los primeros nombramientos episcopales del papa. Recibió la ordenación episcopal el 19 de agosto de manos de Andrés Stanovnik, arzobispo de Corrientes. Fue nombrado para un período de cinco años en la comisión de la Universidad Católica Argentina de la Conferencia Episcopal Argentina en 2014.
El 1 de agosto de 2017, el papa Francisco aceptó su renuncia como obispo de Orán. Tanto la renuncia como su aceptación fueron calificadas de "precipitadas", y Zanchetta citó problemas de salud que le impedían desempeñarse adecuadamente como obispo. Se trasladó inmediatamente de Orán a la residencia episcopal en Corrientes. El papa Francisco declaró posteriormente que le había pedido la renuncia tras recibir denuncias formales en su contra, descritas como "sus problemas para manejar las relaciones con el clero diocesano" y "acusaciones de autoritarismo". Francisco dijo que luego envió a Zanchetta a España para una evaluación psiquiátrica, que resultó normal y determinó que estaba capacitado para labores administrativas, pero debido a que se recomendaban reevaluaciones mensuales en España, pareció aconsejable encontrarle trabajo en Roma en lugar de Argentina.
El 19 de diciembre de 2017, Zanchetta fue nombrado consejero (assessore) en la Administración del Patrimonio de la Sede Apostólica (APSA), el banco central del Vaticano, un puesto que no existía hasta su nombramiento.

## Caso de abuso sexual
En 2015, una de las secretarias de Zanchetta reportó haber encontrado imágenes sexuales explícitas en su teléfono celular, incluyendo algunas que mostraban a "jóvenes" teniendo relaciones sexuales y fotos obscenas de Zanchetta. El papa Francisco convocó a Zanchetta a Roma en octubre de 2015. En mayo de 2019, el Papa afirmó que Zanchetta alegó que su teléfono había sido hackeado y que la evidencia en su contra dejaba lugar a dudas.
El 4 de enero de 2019, el portavoz del Vaticano Alessandro Gisotti anunció que Zanchetta había sido suspendido de su cargo en la Curia debido a acusaciones de abuso, que no fueron especificadas. En marzo de 2019, Carlos Alberto Sánchez, arzobispo de Tucumán, realizó entrevistas en el norte de Argentina en nombre de la Congregación para los Obispos. El 28 de mayo de 2019, el papa Francisco declaró en una entrevista que había leído el expediente del caso, confirmado la existencia de evidencia en su contra y que Zanchetta sería juzgado civilmente y eclesiásticamente.
En 2020, Zanchetta fue acusado de abuso sexual contra dos seminaristas adultos durante su tiempo como obispo de Orán. Fue declarado culpable en marzo de 2022 y sentenciado a cuatro años y medio bajo arresto domiciliario en Argentina. En 2023, se reportó que el tribunal eclesiástico vaticano aún no ha emitido veredicto en su proceso canónico.